# David Michelinie
David Michelinie (6 maggio 1948) è un fumettista statunitense.
Noto principalmente per i suoi lavori alla Marvel Comics per la quale ha creato, con la collaborazione di Todd McFarlane, i personaggi di Venom e Carnage sulle pagine di Amazing Spider-Man e War Machine su quelle di Iron Man.

## Carriera
Venne assunto dalla Marvel negli anni settanta e nello stesso periodo scrive insieme a Bob Layton la sua prima run su Iron Man, nella quale Michelinie aggiunge il vizio dell'alcolismo al personaggio di Tony Stark. Successivamente i due ritorneranno sulla testata, con Mark Bright alle matite, creando la saga che diverrà poi nota come Guerra delle armature. Dopo Iron Man scrive per un breve periodo sulla testata degli Avengers collaborando con i disegnatori John Byrne e George Pérez. Gli viene poi affidata (coadiuvato dai disegni di Todd McFarlane, Erik Larsen e Mark Bagley) la serie The Amazing Spider-Man nella quale introduce i simbionti e diviene fautore del matrimonio tra Peter Parker e Mary Jane Watson. Concluso il suo lavoro su Spider-Man, Michelinie si trasferisce alla DC Comics, alla quale per tre anni scriverà le storie di Superman sulle pagine di Action Comics. Nel 2001 ritorna a scrivere con Bob Layton e Dick Giordano per la Future Comics, fino a che la casa editrice non fallì due anni dopo nel 2004. Ritorna alla Marvel nel 2008, sempre insieme a Layton, scrivendo la miniserie Iron Man: Legacy of Doom.

## Curiosità
Il suo cognome viene spesso riportato con la grafia erronea Micheline.

## Opere

### Marvel Comics
- Amazing Spider-Man n. 205, 290-292, 296-352, 359-388, 545, Annual n. 21-26, 28, Annual '95 (1980, 1987–1994, 2008)
- Avengers n.173, 175-176, 181-187, 189, 191-205, 221, 223, 340 (1978–1982, 1991)
- Bozz Chronicles n.1-6 (1985–1986)
- Captain America n.258-259, Annual n.5 (1981)
- Daredevil n.167 (1980)
- Dottor Strange n.46 (1981)
- Further Adventures of Indiana Jones n.4-18, 20-22, 26-27 (1983–1985)
- Hero n.1-6 (1990)
- Incredible Hulk n.232 (1979)
- Indiana Jones and the Last Crusade n.1-4 (1989)
- Indiana Jones and the Temple of Doom n.1-3 (1984)
- Iron Man n.116-157, 216-250, Annual n.9-10 (1978–1982, 1987–1989)
- Iron Man: Bad Blood n.1-4 (2000)
- Iron Man: Legacy of Doctor Doom n.1-4 (2008)
- Iron Man: The End n.1 (2009)
- Krull n.1-2 (1983)
- Marvel Fanfare n.4 (1982)
- Marvel Graphic Novel n.16-17, 27 (1985–1987)
- Marvel Holiday Special 2004
- Marvel Premiere n.47-48, 55-56 (1979–1980)
- Marvel Super-Heroes n.5, 14 (1991–1993)
- Marvel Super Special n.28, 30 (1983–1984)
- Marvel Team-Up n.103, 108, 110, 136, 142-143 (1981–1984)
- Marvel Two-In-One n.76, 78, 97-98, Annual n.4 (1979–1983)
- Psi-Force n.7 (1987)
- Questprobe n.3 (1985)
- Spectacular Spider-Man n.173-175, 220, Annual n.11-12, Super Special n.1 (1991–1995)
- Spider-Man n.35, Super Special n.1 (1993–1995)
- Spider-Man Family n.2, 7-9 (2007–2008)
- Star Wars n.51-52, 55-69, 78, Annual n.2 (1981–1983)
- Thundercats n.1-6 (1985–1986)
- Venom: Lethal Protector n.1-6 (1993)
- Web of Spider-Man n.8-9, 14-20, 23-24, 70, Annual n.7-8, Super Special n.1 (1985–1995)
- What If n.38 (1983)
- What If (vol. 2) n.85 (1996)
- What If? Iron Man: Demon In An Armor (2010)
- Wonder Man n.1 (1986)

### DC Comics
- Action Comics n.702-722, 724-736, n.0, Annual n.7-9 (1994–1997)
- Adventure Comics n.441, 443, 445, 450-452 (Aquaman), n.456-458 (Superboy) (1975–1978)
- Aquaman n.57-61 (1977–1978)
- Army at War n.1 (1978)
- Claw the Unconquered n.1-12 (1975–1978)
- DC Comics Presents n.3 (Superman & Adam Strange) (1978)
- DC Super Stars n.16 (1977)
- DC Universe Holiday Bash n.1 (1997)
- Doorway to Nightmare n.1 (1978)
- Hercules n.7-9 (1976–1977)
- House of Mystery n.224, 232, 235, 238, 248, 252, 257-259, 263, 286-287 (1974–1980)
- House of Secrets n.116, 122, 126-127, 130, 147 (1974–1977)
- Jonah Hex n.13-15 (1978)
- Justice League Task Force n.1-3 (1993)
- Karate Kid (comics) n.2-10 (1976–1977)
- Legion: Science Police n.1-4 (1998)
- Men of War n.1-4 (1977–1978)
- Phantom Stranger n.35-36 (1975)
- Plop! n.7-8, 19 (1974–1976)
- Secrets of Haunted House n.5 (1975)
- Sgt. Rock n.311, 315 (1977–1978)
- Shadowdragon Annual n.1 (1995)
- Starfire n.1-2 (1976)
- Star Hunters n.1-7 (1977–1978)
- Star Spangled War Stories n.183-192, 194-203 (Unknown Soldier, 1974–1977)
- Steel n.17-19 (1995)
- Superman vol. 2 Annual n.8 (1996)
- Superman Adventures n.32, 44, Special n.1 (1998–2000)
- Superman's Nemesis: Lex Luthor n.1-4 (1999)
- Superman: The Wedding Album n.1 (1996)
- Swamp Thing n.14-18, 21-22 (1975–1976)
- Tales of Ghost Castle n.1 (1975)
- Unknown Soldier n.254-256 (1981)
- Weird Mystery Tales n.15-16 (1974–1975)
- Weird War Tales n.30, 72 (1974–1979)
- Wonder Woman n.218 (1975)